# Casa al carrer Vilella, 3 (Peralada)
La Casa al carrer Vilella, 3 és una obra de Peralada (Alt Empordà) inclosa a l'Inventari del Patrimoni Arquitectònic de Catalunya.

## Descripció
Situada dins del nucli urbà de la població de Peralada, a poca distància al nord-est del nucli històric de la vila.
Edifici rehabilitat entre mitgeres de planta irregular, amb la coberta de teula de dos vessants i distribuïda en planta baixa i dos pisos. La façana principal presenta un gran portal d'accés d'arc de mig punt adovellat, amb els brancals bastits amb carreus de pedra escairats. Al costat hi ha una senzilla finestra rectangular protegida per una reixa de ferro decorada. Les obertures del primer pis són rectangulars i presenten motllures decoratives a mode de guardapols. Tenen sortida a un balcó corregut amb la llosana motllurada i amb barana de ferro treballat. La segona planta presenta dues finestres balconeres d'arc de mig punt, ornamentades amb motllures a mode de guardapols de les mateixes característiques que les del primer pis. La façana està rematada per una cornisa motllurada sostinguda per petites mènsules decorades.
La construcció està arrebossada i pintada de color rosat.